# Benjamin de Almeida Sodré
Benjamin de Almeida Sodré (Belém, 10 april 1892 - Rio de Janeiro, 1 februari 1982) was een Braziliaanse voetballer, bekend onder zijn spelersnaam Mimi Sodré. Hij speelde zijn hele carrière voor Botafogo.

## Biografie
Mimi Sodré begon zijn carrière bij Botafogo in 1908. In 1913 scoorde hij het eerste doelpunt in het gloednieuwe Estádio de General Severiano in de wedstrijd tegen Flamengo. In 1910 en 1912 won hij met Botafogo het Campeonato Carioca.
In 1916 speelde hij twee wedstrijden voor het nationale team in juli, beide keren tegen Uruguay en kon in de tweede wedstrijd scoren.
Na het lezen van een boek van Robert Baden-Powell werd hij gefascineerd door scouting en richtte in Brazilië ook een divisie op.